# Martini (Familienname)
Martini ist ein von dem römischen Namen Martinus abgeleiteter italienischer, ein aus der Normandie stammender französischer Familienname. Der im deutschen Sprachraum verwendete Familienname geht auf den Vornamen Martin mit dem auf „i“ endenden lateinischen Genitiv zurück.

## Namensträger

### A
- Abdul-Kader Martini (* 1942), deutscher Mediziner
- Adolf Martini (Pädagoge) (1798–1875), deutscher Pädagoge, russischer Staatsrat
- Adolf von Martini (1865–1926), deutscher Unternehmer
- Adolf Martini (Unternehmer) (1871–1953), deutscher Unternehmer
- Albert Martini (Sportschütze), deutscher Sportschütze
- Alberto Martini (1876–1954), italienischer Maler, Grafiker, Kupferstecher und Illustrator
- Alessandro Martini, italienischer Unternehmer, siehe Martini & Rossi
- Alexandra Martini (Designerin)  (* 1972), deutsche Designerin und Hochschullehrerin
- Alexandra Martini (Schauspielerin) (* 1990), deutsche Schauspielerin und Journalistin
- Alfredo Martini (1921–2014), italienischer Radrennfahrer und Radsporttrainer
- Alphons Martini (1829–1880), deutscher Mediziner
- Andreas Martini (auch Martens, Martinus; um 1520–1561), deutscher Theologe
- Angela Martini (* 1986), albanisch-schweizerisches Model
- Anja Martini, deutsche Journalistin und Moderatorin
- Anneli Martini (* 1948), schwedische Schauspielerin
- Anton Stephan von Martini (1792–1861), österreichischer Vizeadmiral und Diplomat
- Arturo Martini (1889–1947), italienischer Bildhauer
- Arwed Martini (1824–1892), deutscher Politiker
- Astrid Martini (* 1965), deutsche Autorin

### B
- Baldomero Carlos Martini (* 1939), argentinischer Geistlicher, Bischof von San Justo
- Benedikt Martini (auch Martens; 1608–1685), deutscher Theologe
- Bruno Martini (Fußballspieler) (1962–2020), französischer Fußballspieler
- Bruno Martini (Handballspieler) (* 1970), französischer Handballspieler
- Bruno Martini (Musiker) (* 1992), brasilianischer Musiker
- Bruno Martini (Turner), brasilianischer Trampolinturner
- Bruno Martini (Windsurfer), italienischer Windsurfer

### C
- Carl Martini, auch Karl Martini (1845–1907), deutscher Rechtswissenschaftler
- Carlo Martini (1913–1986), italienischer Geistlicher, Erzbischof von L’Aquila
- Carlo Maria Martini (1927–2012), italienischer Geistlicher, Erzbischof von Mailand
- Carol Martini (vor 1980–vor 2008), deutscher Squashspieler
- Cathleen Martini (* 1982), deutsche Bobfahrerin
- Christian Martini (* 1699, † nach 1739), deutscher Philosoph und Physiker
- Christoph David Anton Martini (1761–1815), deutscher evangelischer Theologe und Hochschullehrer
- Claudia Martini (* 1956), österreichische Schauspielerin
- Clemens Martini (Textilindustrieller, 1799) (1799–1862), deutscher Textilindustrieller in Augsburg
- Clemens Martini (Textilindustrieller, 1859) (1859–1937), deutscher Textilindustrieller in Augsburg
- Clemens Martini (Textilindustrieller, 1892) (1892–1953), deutscher Textilindustrieller in Augsburg
- Corinna Martini (* 1985), deutsche Rennrodlerin
- Cornelius Martini (1568–1621), belgisch-deutscher Philosoph
- Cyriacus Martini (1633–1682), livländischer Theologe

### D
- Dörte Martini zum Berge (* 1944), deutsche Politikerin (CDU)

### E
- Eberhard Martini (1935–2009), deutscher Bankmanager
- Eberhard Karl Martini (1790–1835), österreichischer Mediziner
- Edgar Martini (1871–1932), deutscher Klassischer Philologe
- Edi Martini (* 1975), albanischer Fußballspieler
- Eduard Martini (Dirigent) (1904–1982), deutscher Dirigent
- Eduard Christian Martini (1820–1896), deutscher Ortschronist, evangelischer Theologe, Pfarrer und Vikar
- Emidio Martini (1852–1940), italienischer Klassischer Philologe und Bibliothekar
- Emil de Martini (1902–1969), deutscher Journalist und Schriftsteller
- Enrico Martini (* 1988), deutscher Footballspieler
- Erich Martini (Mediziner, 1843) (1843–1880), deutscher Chirurg
- Erich Martini (Mediziner, 1867) (1867–1953), deutscher Marinearzt und Infektionsforscher
- Erich Martini (Mediziner, 1880) (1880–1960), deutscher Zoologe, Entomologe und Mediziner
- Erlend Martini (* 1932), deutscher Mikropaläontologe
- Ernst Martini (1929–2015), deutscher Jurist und Eishockey-Fachautor

### F
- Ferdinand Martini (Mediziner) (1798–1868), deutscher Arzt
- Ferdinand Martini (Schauspieler) (1870–1930), deutscher Schauspieler
- Flavio Martini (* 1945), italienischer Radrennfahrer
- Francesco di Giorgio Martini († 1501), italienischer Architekt, Bildhauer und Maler
- Fred Martini, österreichischer Skeletonpilot
- Friedrich Martini (Rechtswissenschaftler) (vor 1555–1630), deutscher Rechtswissenschaftler und Hochschullehrer
- Friedrich Martini (Mediziner) (1729–1778), deutscher Mediziner und Naturforscher
- Friedrich von Martini (1833–1897), österreichisch-schweizerischer Maschinenfabrikant
- Friedrich Martini (Eisenbahner) (1856–1933), deutscher Eisenbahner
- Fritz Martini (1909–1991), deutscher Literaturwissenschaftler
- Fulvio Martini (1923–2003), italienischer Admiral und Nachrichtendienstmitarbeiter

### G
- Gerhard Martini (* 1953), deutscher Maler
- Giancarlo Martini (1947–2013), italienischer Automobilrennfahrer
- Giovanni Battista Martini (genannt Padre Martini; 1706–1784), italienischer Komponist
- Gregor Christian Martini (1672–1728), deutscher Rechtsanwalt und Lexikograf
- Greta Martini (* 1985), italienische Pornodarstellerin
- Guido Martini (1881–1964), deutscher Bildhauer
- Gustav Adolf Martini (1916–2007), deutscher Mediziner

### H
- Hans Martini (Verwaltungsjurist) (1890–1969), deutscher Verwaltungsjurist, Regierungspräsident Schwabens
- Hans Martini (Politiker) (1927–2021), deutscher Politiker
- Hans-Joachim Martini (1908–1969), deutscher Geologe
- Harald Martini (* 1975), deutscher Sänger und Chorleiter
- Helene Martini (1728–1803), Mätresse und Vertraute von Ludwig VIII. von Hessen-Darmstadt
- Hermann Martini (1817–nach 1886), deutscher Fabrikant und Firmengründer
- Hilde Martini-Striegl (1884–1974), rumäniendeutsche Schriftstellerin
- Horst Martini (* 1954), deutscher Mathematiker und Hochschullehrer

### J
- Jakob Martini (1570–1649), deutscher Theologe und Philosoph
- Jakob Martini (Mediziner) (* 1659), deutscher Mediziner
- Jean-Paul-Égide Martini (1741–1816), deutsch-französischer Komponist
- Joachim Carlos Martini (1931–2015), deutscher Musikforscher und Dirigent
- Johann Martini (Theologe) (1558–1629), deutscher Theologe und Lehrer
- Johann Christian Jeremias Martini (1787–1841), deutscher Mediziner
- Johann Christoph Martini (1732–1804), deutscher evangelischer Geistlicher und Kirchenhistoriker
- Johann Georg Martini (1784–1853), deutscher Maler und Kupferstecher
- Johann Jakob Martini (1659–nach 1687), deutscher Arzt
- Johann Matthias Martini (1738–1806), deutscher Rechtswissenschaftler und Hochschullehrer
- Johann Paul Aegidius Martini, Geburtsname von Jean-Paul-Égide Martini (1741–1816), deutsch-französischer Komponist
- Johann Wenzel Martini (1684–1744), Domherr, Generalvikar und Offizial in Prag
- Johanna Martini (* 2004), österreichische Radsportlerin
- Johannes Martini (Komponist) (um 1435–1497), franko-flämischer Komponist und Musiker
- Johannes Martini (Maler) (1866–1935), deutscher Maler und Grafiker
- Josef Martini (1838–1895), österreichischer Fotograf und Maler
- Joseph von Martini († 1808), österreichischer Generalmajor
- Joseph Martini von Nosedo (1806–1868), österreichischer Offizier
- Juan Martini (Schriftsteller) (Juan Carlos Martini; 1944–2019), argentinischer Schriftsteller
- Juan Ángel Martini senior (Juan Ángel Martini Tronconi; 1915–2005), argentinischer Sportschütze
- Juan Ángel Martini junior (* 1945), argentinischer Sportschütze
- Julien Martini (* 1992), französischer Pokerspieler

### K
- Karl Martini (Maler) (1796–1869), deutscher Genremaler
- Karl Martini (1845–1907), deutscher Rechtswissenschaftler und Instanzenrichter, siehe Carl Martini
- Karl von Martini (General) (1855–1935), deutscher General der Infanterie
- Karl Anton von Martini (1726–1800), österreichischer Jurist
- Karl Wilhelm von Martini (1821–1885), österreichischer Journalist und Politiker
- Klaudia Martini (1950–2024), deutsche Juristin, Managerin und Politikerin (SPD)

### L
- Lorenzo Martini (* 1994), italienischer Grasskiläufer
- Louis de Sainte Thérèse Martini (1809–1883), italienischer Geistlicher
- Louise Martini (geb. Maria Louise Chiba, verehelicht Maria Louise Schwarz; 1931–2013), österreichische Schauspielerin
- Ludwig Martini (1805–1878), deutscher Gynäkologe
- Ludwig Günther Martini (1647–1719), deutscher Jurist
- Luigi Martini (* 1949), italienischer Fußballspieler
- Luiz Teixeira Martini (1903– nach 1966), brasilianischer Marineoffizier

### M
- Manuela Martini (* 1963), deutsche Schriftstellerin
- Mario Martini (* 1969), deutscher Rechtswissenschaftler
- Martin Martini (1565/1566–1610), Schweizer Kupferstecher
- Martino Martini (1614–1661), italienischer Missionar, Kartograph und Historiker
- Matthias Martini (1572–1630), deutscher evangelischer Theologe und Philologe, siehe Matthias Martinius
- Matthias Martini (Geistlicher) (1794–1868), deutscher katholischer Geistlicher
- Matthias Martini (* 1934), deutscher Autor, siehe Klaus Fröba
- Mauro Martini (* 1964), italienischer Automobilrennfahrer
- Max Martini (Maler) (1867–1920), deutscher Landschaftsmaler
- Max Martini (* 1969), US-amerikanischer Schauspieler
- Mia Martini (1947–1995), italienische Sängerin
- Mischa Martini (eigentlich Michael Weyand; * 1956), deutscher Journalist, Verleger und Autor
- Mora Windt-Martini (1937–2014), rumänische Handballspielerin
- Moritz Martini (1794–1875), deutscher Psychiater

### N
- Nicolaus Martin (1780–1869), deutscher Fabrikant und Politiker
- Nikolaus Martini (1632–1713), deutscher Rechtswissenschaftler

### O
- Olaus Martini (1557–1609), schwedischer lutherischer Geistlicher, Erzbischof von Uppsala
- Orville Martini (1928–2019), kanadisch-schweizerischer Eishockey Spieler, Trainer, Experte und Buchautor
- Oskar Martini (1884–1980), deutscher Verwaltungsbeamter
- Otto Martini (1902–1979), deutscher Kameramann, Regisseur, Drehbuchautor und Produzent

### P
- Paul Martini (Mediziner) (1889–1964), deutscher Mediziner
- Paul Martini (Eiskunstläufer) (* 1960), kanadischer Eiskunstläufer
- Peter Martini (Informatiker) (* 1961), deutscher Informatiker
- Peter Martini (* 1965), deutscher Jurist und Richter am Bundesverwaltungsgericht
- Pierluigi Martini (* 1961), italienischer Automobilrennfahrer
- Plinio Martini (1923–1979), Schweizer Schriftsteller

### Q
- Quinto Martini (1908–1990), italienischer Maler, Grafiker und Bildhauer

### R
- Raymundus Martinus (auch Raymundus Martini, Ramón Martínez; 1220–1285), spanischer Dominikaner, Hebraist und Theologe
- Rossana Martini (1926–1988), italienische Schauspielerin
- Ruben Martini (* 1982), deutscher Richter am Bundesfinanzhof
- Rudi Martini (1940–2015), deutscher Musikproduzent und Schlagzeuger
- Rudolf Martini (* 1956), deutscher Entwicklungsneurobiologe und Hochschullehrer

### S
- Sergio Martini (* 1949), italienischer Bergsteiger
- Simone Martini (1284–1344), italienischer Maler
- Stefanie Martini (* 1990), britische Schauspielerin
- Stina Martini (* 1993), österreichische Eiskunstläuferin

### T
- Tania Martini (* 1972), deutsche Journalistin
- Theresa Martini (* 1989), österreichische Schauspielerin und Sängerin

### V
- Vanessa Martini (* 1989), deutsche Fußballspielerin
- Vera Martini, Geburtsname von Vera Winter (* 1951), deutsche Badmintonspielerin
- Vincenzo Martini (um 1750–1806), spanischer Komponist, siehe Vicente Martín y Soler

### W
- Werner Theodor Martini (1626–1685), deutscher Rechtsgelehrter
- Wilhelm Martini (1880–1965), deutscher Bildhauer
- Willi Martini (1925–2001), deutscher Kraftfahrzeugmeister, Konstrukteur, Rennfahrer und Kaufmann
- William J. Martini (* 1947), US-amerikanischer Politiker
- Winfried Martini (1905–1991), deutscher Jurist und Journalist
- Wolf Martini (1911–1959), deutscher Schauspieler und Hörspiel- und Synchronsprecher
- Wolfgang Martini (1891–1963), deutscher General und Fernmeldetechniker
- Wolfram Martini (1941–2017), deutscher Klassischer Archäologe